# Olyssa
Olyssa là một chi bướm đêm thuộc họ Erebidae.

## Loài
- Olyssa calamitosa Walker, 1858